# Marian Jana
Marian Jana (ur. 21 grudnia 1896 w Stróżach, zm. 1985) – major piechoty Wojska Polskiego.

## Życiorys
Urodził się w Stróżach, w ówczesnym powiecie grybowskim Królestwa Galicji i Lodomerii, w rodzinie Kazimierza i Marii. Był młodszym bratem Juliana (1890–1915), legionisty 4 Pułku Piechoty, pośmiertnie odznaczonego Krzyżem Niepodległości.
Marian 4 lutego 1914, jako uczeń klasy VIa wystąpił z c. k. Gimnazjum I w Tarnowie.
18 września 1914 został odnotowany w 16. kompanii IV baonu 2 pułku piechoty. Następnie służył w 6. kompanii II baonu 4 Pułku Piechoty. Przez 11 miesięcy walczył na froncie. 5 kwietnia 1917 został wymieniony we wniosku o odznaczenie austriackim Krzyżem Wojskowym Karola. W lipcu 1917, kryzysie przysięgowym, został przeniesiony do Polskiego Korpusu Posiłkowego .
15 sierpnia 1919, jako były podoficer Legionów Polskich został mianowany z dniem 1 lipca 1919 podporucznikiem w piechocie. Pełnił wówczas służbę w Dowództwie 2 Dywizji Legionów.
Służył w Szkole Podchorążych Piechoty w Ostrowi Mazowieckiej. W roku szkolnym 1928/1929 był oficerem 7. kompanii podchorążych (II rocznik), a w roku szkolnym 1929/1930 komendantem klasy „A”. W październiku 1933 został przeniesiony do 22 pułku piechoty w Siedlcach. 4 lutego 1934 został mianowany majorem ze starszeństwem z 1 stycznia 1934 i 28. lokatą w korpusie oficerów piechoty. W kwietniu tego roku został wyznaczony na stanowisko dowódcy batalionu. Później został przeniesiony do Centrum Wyszkolenia Piechoty w Rembertowie na stanowisko wykładowcy przedmiotu taktyki piechoty.
W sierpniu 1939 został przeniesiony do 32 pułku piechoty w Modlinie na stanowisko dowódcy nowo sformowanego III batalionu. Na czele tego batalionu wziął udział w obronie Modlina. Po kapitulacji załogi twierdzy dostał się do niemieckiej niewoli. Przebywał kolejno w Stalagu XIII A, Oflag VII C Laufen, Oflagu XI B Braunschweig (od 26 maja 1940), Oflagu IV C Colditz i Oflagu X C Lubeka (od 21 stycznia 1942) .

## Ordery i odznaczenia
- Krzyż Niepodległości (6 czerwca 1931)[3][17]
- Krzyż Walecznych (czterokrotnie)[18]
- Złoty Krzyż Zasługi (11 listopada 1938)[19]
- Srebrny Krzyż Zasługi (10 listopada 1928)[20][18]